# Военный музей (Афины)
Вое́нный музе́й (греч. Πολεμικό Μουσείο) — музей в Афинах, основанный в 1975 году под эгидой министерства обороны Греции и посвященный военному искусству и технике от античной эпохи до современности.

## История
Первоначально земельный участок на пересечении проспекта Василисис-Софиас и улицы Ризари в центре Афин предназначался для возведения Национальной галереи. В межвоенный период здесь располагался армейский лагерь, однако в 1935 году в период военной диктатуры Николаоса Пластираса он был запущен. После завершения Второй мировой войны эта территория оставалась заброшенной.
Идея создания музея появилась в 1964 году, чтобы почтить память всех тех, кто боролся за свободу Греции. 18 июля 1975 года Президент Греции Константинос Цацос и министр обороны Евангелос Авероф-Тосицас торжественно открыли музей. С тех пор здание музея стало одним из самых известных в городе благодаря архитектурному решению — эклектика позднего модернизма середины XX века. Типичные черты — выступающий этаж с экспозицией и экспозиция военной техники во дворе вокруг здания. Музей имеет собственный оборудованный амфитеатр для проведения специальных лекториев, конференц-зал, библиотеку.

## Экспозиция
На нижнем этаже в мезонине представлены предметы геральдики, оружие современного этапа истории Греции — времени Второй мировой войны, Корейской войны и Кипрского конфликта. В основной экспозиции вошли предметы коллекции Сарголоса периода Греческой революции, карты и печатные материалы, а также экспозиция военной техники во дворе вокруг здания.
В составе коллекций музея также представлены артефакты других цивилизаций — Древнего Китая и Японии.
Периодические выставки посвящены различным этапам военной истории Греции:
- античность, эра Александра Македонского, Византия
- Греческая революция, новое Греческое государство 1828-31, борьба за Македонию, Балканские войны 1912—1913 годов.
- Первая мировая война, Малоазийская кампания 1919—1922
- Итало-греческая война 1940—1941, немецкая оккупация, Вторая мировая война — Операции союзников, Оккупация — Движение Сопротивления — Освобождение
- Корейская война, Кипрский конфликт.

Музей открыл несколько филиалов в других городах Греции, в частности, в Нафплионе (Пелопоннес, 1988), Ханья (Крит, 1995), Триполи (Пелопоннес, 1997), Салоники (2000). После открытия Музея воздушных сил Греции некоторые образцы авиатехники были перемещены туда.